# Hainburg an der Donau
Hainburg an der Donau är en stadskommun i distriktet Bruck an der Leitha i förbundslandet Niederösterreich i Österrike. Staden ligger vid Donau, 12 kilometer väster om Bratislava och har en kort gräns i Donau mot Slovakien. Kommunen har 7 033 invånare (2024).